# Joseph Barbéran
Joseph Barbéran, né à Valderrobres le 21 février 1925 et mort le 9 février 1998 à Montpellier, est un arbitre français de football des années 1960, qui officia internationalement dès 1958. 

## Carrière
Il a officié dans des compétitions majeures : 
- Coupe de France de football 1961-1962 (finale)
- Coupe des villes de foires 1961-1962 (finale aller)
- Challenge des champions 1961[3].